# Olde Vleyshuis
Het Olde Vleyshuis aan de Oudestraat, ter hoogte van de Plantage in de Nederlandse stad Kampen was gedurende de middeleeuwen in gebruik als plaats waar het vee werd gekeurd en verhandeld. Aan de Botermarkt verrees aan het einde van de zestiende eeuw een nieuw vleeshuis en toen kreeg het oorspronkelijke gebouw een andere functie.
Tegenwoordig is in het pand een Chinees-Indisch restaurant gevestigd.